# Zimbabwei labdarúgó-szövetség
A zimbabwei labdarúgó-szövetség (angolul: Zimbabwe Football Association, rövidítve Zifa) Zimbabwe nemzeti labdarúgó-szövetsége. A szövetség szervezi az ország labdarúgótornáit, és működteti a Zimbabwei labdarúgó-válogatottat. 1965-ben alapították, ettől az évtől a FIFA, 1980-tól a CAF tagja is.

## Külső hivatkozások
- Hivatalos honlap
- Zimbabwe Archiválva 2018. szeptember 26-i dátummal a Wayback Machine-ben a FIFA honlapján
- Zimbabwe a CAF honlapján